# KSK Heist (féminines)
Maillots
Le KSK Heist est un club belge de football féminin situé à Heist-op-den-Berg dans la province d'Anvers. 

## Histoire
En 2008, Ladies Heist-op-den-Berg fusionne avec le KSK Heist et devient la section féminine du club anversois.

Fin de saison 2010-2011, le KSK Heist est champion de D2 et dispute pour la première fois le championnat de D1 en 2011-2012.

En 2015-2016, le KSK Heist dispute la 1e saison de la Super League. 
 Après 4 années en Super League, le KSK Heist renonce et repartira en D2

## Palmarès
- Champion de Belgique (3) : 1972 - 1973 - 1975
- Vice-Champion de Belgique (4) : 1974 - 1978 - 1979
- Champion de D2 (1) : 2011
- Vainqueur de la Coupe de Belgique (3) : 1977 - 1978 - 1979
- Finaliste de la Coupe de Belgique (1) : 1984

### Bilan
- 7 titres